# Prosper Cultru
Prosper Cultru, né le 14 février 1862 à Senlis et mort le 10 février 1917 à Paris 6e, est un historien français, pionnier de l’histoire de la colonisation.

## Biographie
Disciple de Marcel Dubois, Prosper Cultru soutient en 1901 une thèse principale sur Dupleix et une thèse latine sur l’action du baron de Beniowski à Madagascar. Il enseigne à l’École alsacienne.
Appuyé par Ernest Lavisse, Prosper Cultru est élu sans véritable enthousiasme, si l’on en croit les procès-verbaux de délibération, à la chaire d’histoire coloniale créée à la Faculté des Lettres de Paris en 1906. Fidèle aux vœux des bailleurs de fonds de la chaire, il y assure des cours sur l’Indochine, les Antilles françaises (1907-1908), l’Afrique Occidentale française (1909-1910), sur l’action de Gallieni à Madagascar (1916). 
Il est l’auteur de divers ouvrages sur les colonies sous l’Ancien régime d’une Histoire de la Cochinchine française (1910) mais aussi de travaux sur l’Afrique : Les Origines de l’Afrique occidentale. Histoire du Sénégal du XVe siècle à 1870 (1910). En 1902, il reçoit le grand prix Gobert de l’Académie française pour son ouvrage Dupleix, ses plans politiques, sa disgrâce (doté de 1 000 F). Son Histoire de la Cochinchine française, des origines à 1883 reçoit en 1910 le prix Thérouanne de l’Académie française (500 F). 
À partir de 1913, il est l’un des vice-présidents de la Société de l'Histoire des Colonies françaises (actuelle Société française d'histoire des outremers - SFHOM). Il est mort subitement à la station de métro Vavin.

## Publications
- Dupleix, ses plans politiques, sa disgrâce : étude d’histoire coloniale, Paris, Hachette, 1901, viii, 376 p., 25 cm (OCLC 6989351, lire en ligne).
- (la) De colonia in Insulam Delphinam, vulgo Madagascar, a barone M.-A. de Benyowszky deducta : thesim Facultati litterarum parisiensi, Paris, Hachette, 1901, 112 p., in-8º (lire en ligne sur Gallica).
- Un empereur de Madagascar au XVIIIe siècle : Benyowsky, Paris, Augustin Challamel, 1906, 216 p., ill. ; in-16 (OCLC 6989250, lire en ligne sur Gallica).
- Leçon d’ouverture du cours d’histoire coloniale fondé par les gouverneurs généraux de l’Indo-Chine et de Madagascar  (23 janvier 1906), Besançon, Jacquin, 1906, 30 p., in-8º (OCLC 760933248, lire en ligne sur Gallica).
- Histoire de la Cochinchine française : des origines à 1883, Paris, Augustin Challamel, 1910, vii-444 p., in-8º (OCLC 6989708, lire en ligne sur Gallica).
- Les Origines de l’Afrique occidentale : Histoire du Sénégal du XVe siècle à 1870  (Ouvrage honoré d’une souscription officielle du Gouvernement Général de l’Afrique Occidentale Française), Paris, Émile Larose, 1910, 376 p., in-8º (OCLC 16514129, lire en ligne sur Gallica).

### Éditions scientifiques
- Michel Jajolet de La Courbe (1685), Premier voyage du Sieur La Courbe fait en Afrique, Paris, Édouard Champion & Émile Larose, 1913, lviii, 319 p., 24 cm (OCLC 6656075, lire en ligne).